# Oby Ezekwesili
Obiageli "Oby" Ezekwesili (Estado de Lagos, 28 de abril de 1963) es una experta en política económica, defensora de la transparencia, la rendición de cuentas, la buena gobernanza y el desarrollo del capital humano, humanitaria y activista. Entre 2007 y 2012 fue vicepresidenta para la región de África del Banco Mundial, cofundadora y directora de la organización Transparencia Internacional, cofundadora del movimiento #BringBackOurGirls, y ha sido dos veces ministra en Nigeria. Es  fundadora de #FixPolitics Initiative, una investigación dirigida por la ciudadanía, la School of Polítics Polícy and Gobernance (SPPG), y Human Capital Africa.
Forma parte del consejo de administración de Women Political Leaders (WPL), y de la Fundacao Dom Cabral. Es presidenta del consejo Ehizua Hub.
Ezekwesili es analista público contable y asesora económica principal del estado de Anambra.

## Formación
Ezekwesili nació en el estado de Lagos. Es hija de Benjamin Ujubuonu, fallecido en 1988, y de Cecilia Nwayiaka Ujubuonu. Ezekwesili cuenta con una licenciatura de la Universidad de Nigeria, Nsukka, un máster en Derecho Internacional y Diplomacia de la Universidad de Lagos y otro en Administración Pública de la Escuela Harvard Kennedy. Se formó en la firma Deloitte and Touche y se graduó como auditora de cuentas.
Antes de trabajar para el Gobierno de Nigeria, Ezekwesiili trabajó con el profesor Jeffrey Sachs en el Centre for International Development de Harvard como directora del Proyecto de Estrategia Económica Harvard-Nigeria.

## Trayectoria
Ezekwesili fue ministra de Minerales Sólidos, y, posteriormente, de Educación. Desde mayo de 2007 hasta mayo de 2012 ocupó el cargo de vicepresidenta de la región de África del Banco Mundial; cargo en el que fue reemplazada por Makhtar Diop.
Es miembro senior de la YALE Jackson School of Global Affairs.

### Transparencia Internacional 1994-1999
Fue cofundadora de Transparencia Internacional y una de las primeras  directoras de este organismo de lucha contra la corrupción con sede en Berlín, Alemania.

### 1999-2007
Ezekwesili comenzó su trabajo en el gobierno de Olusegun Obasanjo como directora de la Unidad de Control Presupuestario (también conocida como Due Process Unit). Puesto en el que se ganó el apodo de "Señora del Debido Proceso" (en su traducción al castellano) por su labor al frente de un equipo de profesionales dedicados a sanear los procesos de adquisiciones y contrataciones públicas en Nigeria. Fue la artífice de la legislación de la Oficina de Contratación Pública, la legislación de la Iniciativa para la Transparencia de las Industrias Extractivas de Nigeria (NEITI) y de la nueva legislación de Minerales y Minas durante la etapa de seis años y medio en el gobierno.

#### Ministra de Minerales Sólidos
En junio de 2005, Ezekwesili fue nombrada ministra de Minerales Sólidos (Minas y Acero), donde dirigió un programa de reforma que llevó a Nigeria a ser reconocida mundialmente como destino creíble para la inversión minera. También fue presidenta de la NEITI y lideró la primera aplicación nación de las normas y principios globales de transparencia en el sector de petróleo, gas y minería.

#### Ministra de Educación
En junio de 2006, Ezekwesili fue nombrada ministra de Educación, cargo que ocupó hasta que asumió el cargo de vicepresidenta de la división africana del Banco Mundial en mayo de 2007 a mayo de 2012.
Durante su mandato, Ezekwesili dirigió la reestructuración y la reorientación del Ministerio de Educación para alcanzar los objetivos de Educación para todos (EpA) y los Objetivos de Desarrollo del Milenio. También introdujo alianzas público-privadas para la prestación de servicios educativos, renovó el Servicio Federal de Inspección como instrumento de garantía de calidad e introdujo mecanismos de transparencia y rendición de cuentas para una mejor gobernanza del presupuesto.

### Vicepresidenta de la región de África del Banco Mundial
En marzo de 2007, el presidente del Banco Mundial, Paul Wolfowitz, anunció el nombramiento de Ezekwesili como vicepresidenta para la región de África de  de mayo de 2007 a mayo de 2012.
Como vicepresidenta, estuvo a cargo de  las operaciones del banco en 48 países del África subsahariana y supervisó una cartera de préstamos de más de 40.000 millones de dólares.

## Trabajos posteriores

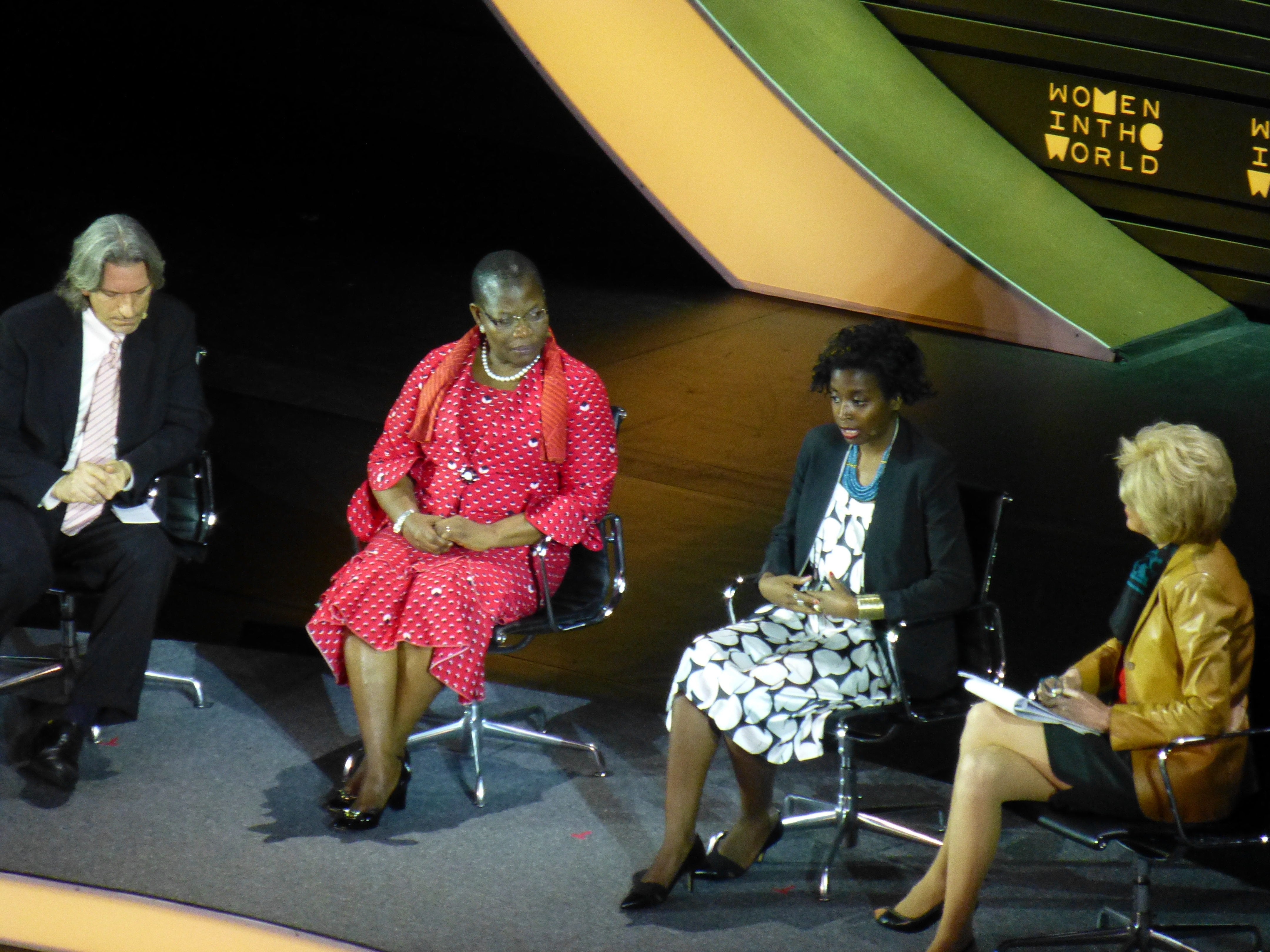
Ezekwesili en el foro Women in the World de 2015, en Nueva York.

Como asesora económica principal de Open Society, un grupo fundado por George Soros, Ezekwesili asesora a nueve jefes de Estado africanos comprometidos con la reforma, incluidos Paul Kagame de Ruanda y Ellen Johnson-Sirleaf de Liberia.

### Miembro de juntas directivas
El 1 de octubre de 2012, una de las principales empresas de telecomunicaciones del mundo, Bharti Airtel, que opera en 20 países, nombró a Ezekwesili directora de su consejo de administración. Además forma parte de los consejos de World Wildlife Fund (WWF); la Escuela de Políticas Públicas de la Universidad Centroeuropea; la Escuela de Gobierno y Política Harold Hartog, la revista New African; Mujeres Líderes Políticas, Fundacao Dom Cabral y el Center for Global Leadership de la Universidad Tufts. En abril de 2020, fue nombrada miembro del consejo de administración de la Oficina Internacional de Documentación Fiscal, donde contribuye a supervisar su expansión en las economías en desarrollo. También es copresidenta de la Junta de Administración Regional de África del Foro Económico Mundial.
En enero de 2019, Ezekwesili fue nombrada asesora de la junta directiva  de la Universidad de Nexford de Washington D. C. Posteriormente, organizó un programa de becas dirigido a las mujeres de Nigeria. En diciembre de 2021, la Universidad de Nexford la nombró miembro de su junta directiva.
También es asesora económica de la Iniciativa de Políticas de Desarrollo Económico de África y miembro del consejo asesor del Institute for State Effectiveness.

### Campaña #BringBackOurGirls
En marzo de 2014, Ezekwesili pronunció un discurso en la cumbre nacional del Congreso de Todos los Progresistas (APC), el principal partido de la oposición en Nigeria. Criticó a los muchos gobernadores que se durmieron entre alfombras e instó al partido a tener "una conversación más profunda, más allá de ver cómo expulsar al PDP del poder".
Después de que casi 300 niñas, en su mayoría cristianas, fueran secuestradas en Chibok por el grupo militante islamista Boko Haram, Ezekwesili utilizó el grupo de defensa Bring Back Our Girls (BBOG) para llamar la atención mundial sobre la difícil situación de todas las personas secuestradas por terroristas de la región noreste de Nigeria devastada por la guerra. Jugó un papel decisivo en el inicio de la campaña viral #Advocacy y #BringBackOurGirls Campaign en las redes sociales, que fue tendencia a escala internacional. El 23 de abril, en la ceremonia de apertura de un acto de la UNESCO en el que se distinguió a la ciudad de Port Harcourt como la capital mundial del libro de 2014, instó a los nigerianos a que no se limitaran a tuitear, sino que participaran activamente en los esfuerzos para "recuperar a nuestras niñas".
Cuando se disponía a embarcar en un vuelo de British Airways con destino a Londres para aparecer en el programa Hard Talk de la BBC en julio de 2014, fue detenida por el servicio secreto de Nigeria, el SSS, que también le confiscó su pasaporte. Más tarde fue liberada esa misma mañana.
Es la fundadora y coordinadora del #RedCardMovement.

## Elecciones presidenciales 2019
Ezekwesili se presentó como candidata a la presidencia de Nigeria en la plataforma del Allied Congress of Nigeria (ACPN). En un acto para conmemorar el 58 aniversario de la independencia de Nigeria, el pastor Tunde Bakare anunció que se postularía para el cargo de presidente. Una de sus promesas de campaña era sacar de la pobreza a 80 millones de nigerianos.
El 24 de enero de 2019, Ezekwesili se retiró de la carrera presidencial, debido a una divergencia de valores y visiones con su partido político. Sin embargo, la Comisión Electoral Nacional Independiente consideró que era demasiado tarde para que alguien se retirara de la campaña porque el material promocional ya estaba preparado y en el  aparecía el escudo del partido. Fela Durotoye elogió a Ezekwesili por tomar la iniciativa para la construcción de una coalición y presentar un candidato consensuado para las elecciones de 2019 que puesiera fin al gobierno de #APCPDP.
El 4 de febrero de 2019, Ezekwesili organizó una conferencia de prensa en NICON Luxury Hall, Abuya, en la que habló sobre su duro viaje político durante la campaña para el cargo de presidenta de Nigeria con el Partido del Congreso Aliado de Nigeria (ACPN). También pronunció un discurso emotivo cuando dejó la campaña presidencial de 2019.
El 7 de febrero de 2019, Ezekwesili publicó las cuentas de su campaña. El informe muestra que gastó 48 millones de nairas entre el 1 de octubre de 2018 y el 2 de febrero de 2019.

## Vida personal
Está casada con el pastor Chinedu Ezekwesili de la Iglesia Cristina Redimida de Dios (RCCG) y tiene tres hijos: Chinemelum, Chinweuba y Chidera.
En abril de 2021, Ezekwesili presentó una petición al inspector general de Policía contra Japhet Omojuwa, acusándole de usar fraudulentamente su nombre como directora de su empresa, Alpha Reach Company Limited.

## Premios y reconocimientos
- En 2006, Ezekwesili recibió el premio nacional de Comandante de la Orden de la República Federal (CFR).[12]
- En mayo de 2012, Ezekwesili fue nombrada Doctora Honoris Causa en Ciencias (DSC) por la Universidad de Agricultura de Abeokuta en Nigeria.[60] Ha sido seleccionada como una de las 100 mujeres de la BBC en 2013 y 2014.[61][62]
- En diciembre de 2012, la revista New African nombró a Ezekwesili uno de los 100 africanos más influyentes.[63]
- En diciembre de 2014, Ezekwesili fue nombrada nuevamente entre los africanos más influyentes de 2014 (sociedad civil y activismo) por la revista New African .[64]
- En marzo de 2016, ganó el premio a la mujer Nueva África 2016.[65]
- En julio de 2016, recibió un título de posgrado honorario de la Universidad de Essex, Reino Unido, donde presentó un emotivo discurso a los estudiantes.[66]
- En marzo de 2019, ganó el premio Forbes Woman Africa Social Influencer Award por su trabajo en las redes sociales en la campaña #BringBackOurGirls.[67]
- En 2019, recibió una beca Richard Von Weizsäcker en la Academia Robert Bosch en Berlín.[68][69]
- Fue seleccionada para los Premios Globales de Liderazgo 2020.[70] También nombrada como uno de los 100 visionarios que aparecen en el libro 3D Genius: 100 Visionary Thinkers publicado en Montreal, Canadá en 2017 por Albert Einstein's Foundations.
- En 2020, fue investida como líder mundial por los premios de liderazgo Vital Voices Global.[71]
- Fue reconocida por la revista Time como una de sus 100 personas más influyentes y por el New York Times como una de las 25 mujeres de impacto de 2015.
- Ha obtenido el Premio Robert F. Kennedy a la Excelencia en el Servicio Público de la Escuela de Gobierno Kennedy de Harvard y el Premio Jean Meyer EPIIC de la Universidad de Tuft. Es Embajadora de la Democracia - IDEA Internacional y fue nominada al Premio Nobel de la Paz 2018.
- Es una de las 100 Genius Visionaries admitidas por la Genius 100 Foundation.[72]
- En agosto de 2021 se unió a la Escuela Jackson de Asuntos Globales de la Universidad de Yale como miembro principal.[73][74]
- El 20 de mayo de 2022, recibió el premio a la mujer más impactante del año, organizado por la fundación Mujeres de valores inestimables para homenajear a las creadoras de impacto en todo el mundo.[75][8]